# La famiglia Bradford
La famiglia Bradford (Eight is Enough) è una serie televisiva statunitense prodotta dal 1977 al 1981 e composta da 112 episodi suddivisi in 5 stagioni.

## Trama
La serie racconta la vita quotidiana di una famiglia di Sacramento (California), i Bradford, composta da Tom Bradford, giornalista del Sacramento Register (testata di fantasia), la moglie Joan Bradford, casalinga con la passione per la fotografia, e i loro otto figli tra i 7 e i 21 anni (prima stagione): David, Mary, Joanie, Susan, Nancy, Elizabeth, Tommy e Nicholas (dal maggiore al minore).
Rimasto vedovo dalla seconda stagione, Tom si innamora di Sandra Sue "Abby" Abbott, vedova di un ufficiale caduto durante la guerra del Vietnam arrivata in casa Bradford come insegnante di sostegno di Tommy che, rottosi una gamba, non poteva andare a scuola. I due si sposano nel corso di uno speciale film per la televisione trasmesso nel novembre del 1977. In un altro speciale film tv (settembre 1979), due dei ragazzi (David e Susan) si sposano ricorrendo ad una spettacolare doppia cerimonia nuziale.
Nel corso della serie, Abby consegue il dottorato di ricerca in filosofia e inizia l'attività di indirizzare i giovani studenti della scuola superiore del luogo nel mondo del lavoro.

## Produzione
Alla fine della quinta stagione, i costi di produzione e il calo degli ascolti provocarono la cancellazione della serie televisiva. Film TV di "reunion" furono trasmessi nel 1987 e nel 1989.
Nella versione originale fu una delle tante serie televisive statunitensi a utilizzare le risate di sottofondo, eliminate nella versione italiana (a parte qualche sporadica "dimenticanza").

### Cast
Diana Hyland compare solamente in quattro episodi (1.01, 1.02, 1.03 e 1.05) poiché si ammalò gravemente e morì 12 giorni dopo la messa in onda della prima puntata della serie. Fu così che, dalla seconda stagione, trasmessa dall'autunno del 1977, viene detto che Tom è rimasto vedovo. Nel 4º episodio della 1ª stagione compare il cane di nome Brianna presente in poche puntate.
Mark Hamill, Kimberly Beck e Chris English furono scritturati per interpretare rispettivamente David, Nancy e Tommy Bradford, ma lo fece soltanto nel primo episodio della prima stagione. Grant Goodeve, Dianne Kay e Willie Aames li sostituirono rispettivamente nei ruoli di David, Nancy e Tommy Bradford per tutto il resto della serie.
Prima di ultimare le riprese di Star Wars, l'11 gennaio 1977, Mark Hamill fu coinvolto in un grave incidente d'auto e ricoverato in ospedale. L'attore dovette fare riabilitazione motoria e subire interventi di chirurgia plastica al viso (il fatto è riscontrabile nelle differenze fisionomiche tra l'interpretazione in Guerre stellari e quella in L'Impero colpisce ancora).
Sebbene ci fossero solo 11 anni di differenza tra loro, Diana Hyland e Laurie Walters interpretavano madre e figlia.
Sebbene fossero coetanee, Betty Buckley e Laurie Walters interpretavano rispettivamente la seconda moglie di Tom e la terza figlia.
La serie fece da trampolino ad alcuni attori e rafforzò lo status di idolo delle ragazzine per Grant Goodeve (David), Willie Aames (Tommy) e Ralph Macchio (il cugino Jeremy). In seguito, Goodeve intraprese una carriera secondaria di cantante, dovuta alla sua esecuzione del brano "Eight is enough to fill our lives with love", Aames recitò insieme a Scott Baio nella sit-com Baby Sitter e Macchio prese parte ad alcuni lungometraggi quali Karate Kid - Per vincere domani ed i suoi sequel e al film Mio cugino Vincenzo.

## Personaggi
La famiglia:
- Thomas "Tom" Bradford Sr è il capofamiglia. Marito di Joan e, dopo la sua morte, di Abby, nonché padre degli 8 ragazzi. È un giornalista noto per i suoi editoriali sulla testata cartacea locale, il Sacramento Register, in cui tratta di costume e vita quotidiana con frequenti riferimenti alla sua famiglia. Il suo sogno nel cassetto è diventare scrittore, pubblicando un memoriale sulla Guerra di Corea, dove ha passato 11 mesi come corrispondente di guerra, nonché la sua storia di padre di otto figli.
- Joan Wells in Bradford: prima moglie di Tom e madre degli 8 ragazzi. Compare solo in quattro puntate della prima serie. È una casalinga che vorrebbe diventare fotografa. Sulle circostanze della sua morte non ci viene detto quasi nulla e nelle stagioni successive vi si accenna raramente.
- Sandra Sue "Abby" Mitchell vedova Abbott in Bradford, è la seconda moglie di Tom. Insegnante dal carattere deciso, è esperta di psicologia e simpatizzante femminista. Essendo molto diversa dal marito e più giovane di lui, è spesso in disaccordo con i suoi metodi educativi: mentre lei è fautrice del dialogo e di un rapporto paritario, Tom è più tradizionalista e alterna la severità a un affettuoso paternalismo.
- David Bradford: il maggiore dei figli. Carattere indipendente e talvolta un po' ombroso, è il primo dei figli a lasciare la casa paterna per vivere da solo. Malgrado la giovane età ha un ruolo di responsabilità in una ditta di costruzioni. Ha circa 21 anni all'inizio della serie.
- Mary Bradford: seconda figlia e maggiore delle femmine. Studentessa modello in medicina, l'unica dei figli che punta con risolutezza sullo studio per affermarsi, è considerata il cervello della famiglia. Carattere non facile, di idee progressiste, spesso è in disaccordo col padre e anche con i fratelli che la trovano troppo seriosa. Ha circa 20 anni all'inizio della serie.
- Joan "Joanie" Bradford: terza figlia. Eccentrica, lunatica, amante dell'arte e soprattutto del teatro, coltiva il sogno di diventare attrice. Porta il nome della madre. Ha circa 19 anni all'inizio della serie. Nella versione italiana il suo nome viene cambiato in Jenny, forma probabilmente più familiare al pubblico italiano.
- Susan Bradford in Stockwell: quarta figlia. Molto sportiva, carattere grintoso e testardo, tra le ragazze è però quella che ha più forte la vocazione per il matrimonio e la maternità, e sarà infatti la prima a sposarsi e a diventare mamma. Ha circa 18 anni all'inizio della serie.
- Nancy Bradford, è la quinta figlia, di gran lunga la più avvenente delle ragazze. Simpatica ma piuttosto superficiale, le sue passioni sono la moda e la bellezza. Ha circa 17 anni all'inizio della serie
- Elizabeth Bradford: sesta figlia, la minore delle femmine. È una ragazza estroversa, chiacchierona (passa ore al telefono) e facile alle cotte, ma ha anche un carattere molto sensibile. Ha circa 16 anni all'inizio della serie.
- Thomas "Tommy" Bradford Jr: settimo figlio. Porta il nome del padre. Adolescente piuttosto fatuo, i suoi interessi principali sono la musica e le ragazze, con cui ha molto successo. È spesso in contrasto col padre che disapprova il suo scarso impegno nello studio. Ha circa 14 anni all'inizio della serie.
- Nicholas Bradford: ottavo e ultimo figlio. Mentre i suoi fratelli maggiori hanno quasi tutti un anno o poco più di differenza l'uno con l'altro, Nicholas è molto più giovane, di circa 7 anni all'inizio della serie. Alterna tratti di ingenuità (crede ciecamente in Babbo Natale) e monellerie tipicamente infantili a riflessioni sagge e mature. Spesso si rivela il più sensato fra i fratelli, malgrado la differenza di età.

Parenti:
- Janet McArthur Bradford (Joan Prather, in 1 episodio Meredith Baer), moglie di David; figlia di George e Sylvia McArthur, è avvocato.
- Merle "La Perla" Stockwell (Brian Patrick Clarke), marito di Susan e padre di Sandra Sue; gioca a baseball.
- Zia Vivian "V" Bradford (Janis Paige), sorella di Tom; estroversa e vulcanica, ha una lunga serie di matrimoni falliti alle spalle.
- Jeremy Andretti (Ralph Macchio), è il nipote di Abby; è un ragazzo orfano.
- nonno Bradford, padre di Tom e Vivian, vedovo; ha abbandonato la famiglia quando era giovane.
- Henry Mitchell (Dennis Patrick), padre di Abby; ha scarsa considerazione di Tom e lo coinvolge in interminabili discussioni politiche.
- Katherine Mitchell (Louise Latham), madre di Abby; come il marito ha scarsa considerazione di Tom, ma poi cambia idea.
- Paul Wells (Robert F. Simon), padre di Joan; adora Nicholas e non ha simpatia per Abby, che considera una matrigna troppo moderna.

Amici/Conoscenti:
- Dr Greg "Max" Maxwell (Michael Thoma), migliore amico di Tom.
- Daisy Maxwell (Virginia Vincent), moglie del dottor Maxwell.
- Donna (Jennifer Darling), segretaria di Tom. In Italia è nota come Diana.
- Elliot Randolph (James Karen), direttore del Sacramento Register e capo di Tom.

## Trasmissione
Negli Stati Uniti la serie è stata trasmessa dall'emittente ABC tra il 1977 e il 1981.

### In Italia
In Italia la prima stagione venne trasmessa dalla Rete 1 della RAI (l'odierna RAI 1) nella tarda estate del 1978 sotto il titolo Otto bastano (traduzione letterale del già richiamato titolo originale Eight is enough). Per problemi legati ai diritti di messa in onda, gli episodi della prima stagione, dalla messa in onda del 1978, non sono mai stati replicati fino al 2009, quando sono andati in onda sul canale Fox Retro, canale tematico della piattaforma satellitare Sky.
Inoltre, una delle nove puntate della prima stagione (l'episodio n. 8 Hit and run) non venne acquistata dalla RAI, e quindi non venne trasmessa, per motivi di opportunità politica: nella versione originale, in diverse scene della puntata, ci sono riferimenti e battute che vennero considerati "anti-italiani", questo fece valutare, quindi, inopportuna la trasmissione RAI della puntata.
Le stagioni successive vennero trasmesse a partire dal 1980 dalle reti nazionali e locali facenti capo all'editore Mondadori (Retequattro). L'editore acquistò contestualmente anche l'episodio 8 della 1ª stagione (Hit and Run) intitolandolo Un padre per ogni stagione e mandandolo in onda come primo episodio di tutte le 104 puntate del pacchetto acquistato. La Fininvest (oggi Mediaset) rilevò poi tali reti, acquisendo contestualmente tutti gli episodi delle suddette stagioni, le cui puntate, nella medesima sequenza, vennero replicate più volte fino alla fine degli anni novanta soprattutto su Italia 1.

### In altri paesi
In Spagna, La Famiglia Bradford fu trasmessa sul canale pubblico RTVE col titolo Con Ocho Basta.
In Brasile, invece, la serie è stata trasmessa dall'estinta Rede de Emissoras Independentes (REI) tra il 1979 e il 1983, con il titolo Oito Suficiente. Inizialmente andava in onda il venerdì sera e, all'inizio degli anni ottanta, fu spostato alla domenica.
In Portogallo, la serie ha ricevuto il titolo Com Oito Basta ed è stata trasmessa da RTP1, in cui il canale proponeva le due stagioni. Le ultime stagioni sono state trasmesse su RTP2 dal 1981 al 1983.

## Elenco degli episodi
| Stagione         | Episodi | Prima TV USA | Prima TV Italia |
| ---------------- | ------- | ------------ | --------------- |
| Prima stagione   | 9       | 1977         | 1978-1980       |
| Seconda stagione | 26      | 1977-1978    |                 |
| Terza stagione   | 28      | 1978-1979    |                 |
| Quarta stagione  | 27      | 1979-1980    |                 |
| Quinta stagione  | 22      | 1980-1981    |                 |

### Film TV
- La famiglia Bradford: Festa di compleanno (Eight Is Enough: A Family Reunion) (1987)
- Matrimonio in casa Bradford (An Eight Is Enough Wedding) (1989)